# Montigny-lès-Vaucouleurs
Montigny-lès-Vaucouleurs település Franciaországban, Meuse megyében. Lakosainak száma 77 fő (2022. január 1.). Montigny-lès-Vaucouleurs Badonvilliers-Gérauvilliers, Burey-en-Vaux, Mauvages, Neuville-lès-Vaucouleurs és Vaucouleurs községekkel határos.

## Népesség
A település népességének változása:
| Lakosok száma | 106  | 94   | 85   | 78   | 71   | 67   | 68   | 74   | 76   | 77   |
|               | 1968 | 1982 | 1990 | 2006 | 2013 | 2015 | 2017 | 2019 | 2020 | 2022 |